# Strada statale 5 quater Via Tiburtina Valeria
La strada statale 5 quater Via Tiburtina Valeria è una strada statale italiana.

## Percorso
La strada statale 5 quater ha inizio dalla SS 5 a Carsoli, e dopo aver toccato le località di Pietrasecca e Sante Marie, tra le quali supera lo spartiacque tra il bacino del Turano e quello del Salto al valico Colle Civitella (978 m s.l.m.), termina nuovamente sulla SS 5 a Tagliacozzo.
La strada ha una lunghezza di 26,020 km ed è interamente gestita dal Compartimento ANAS dell'Aquila.